# Дядохта
44°08′19″ пн. ш. 103°43′40″ сх. д. / 44.138611111111° пн. ш. 103.72777777778° сх. д.
Формація Дядохта — геологічна формація з високим вмістом скам'янілостей, розташована у пустелі Гобі на півдні Монголії. Датується пізньою крейдою, приблизно 75-71 мільйон років тому. Типовою місцевістю є Баянзаг, що відома як Палаючі скелі. Серед скам'янілостей виявлено численні рештки рептилій (включаючи динозаврів) і ссавців.

## Історія розкопок
Формація Дядохта була вперше задокументована та досліджена під час палеонтологічних експедицій Американського музею природної історії у 1922—1925 роках. Експедиції очолював Рой Чепмен Ендрюс у компанії Волтера Вілліса Грейнджера. Команда провела масштабні дослідження в регіоні Баянзаг, який вони назвали Палаючими скелями, оскільки на заході сонця відкладення цього місця мали характерний червонуватий колір. Помітні знахідки включали перші відомі скам'янілості овіраптора, протоцератопса, заурорнітоіда і велоцираптора, перші підтверджені яйця динозавра (часткове гніздо овіраптора), а також викопних ссавців. Деякі з них були коротко описані Генрі Ферфілдом Осборном протягом останніх років експедицій. У 1927 році формація була офіційно описана Беркі та Моррісом.
У 1963 році монгольський палеонтолог Демберелін Дашзевег повідомив про відкриття нової викопної локалізації формації Джадохта у Тугрікен Шире. У1960-1970-х роках польсько-монгольська та радянсько-монгольська палеонтологічні експедиції зібрали нові зразки протоцератопса та велоцираптора в цьому місці, що зробило ці види динозаврів звичайним явищем у Тугрікен Ширі. Серед найвідоміших відкритів, зроблених у Тугрікен Шире — бійцівські динозаври (протоцератопс та велоцираптор, що ведуть бій),.
У 1980-х роках радянсько-монгольська палеонтологічна експедиція виявила в пустелі Гобі кілька багатих скам'янілостями місць. Серед цих ділянок Удин-Сайр, яке багате на скам'янілості авімімів, з меншою кількістю скам'янілостей ссавців та інших динозаврів.
У 1993 році групи спільної монголо-американської експедиції (за підтримки Монгольської академії наук і Американського музею природної історії) відкрили нове місце викопних решток формації Дядохта під назвою Укхаа Толгод (що означає «Коричневі пагорби»). Як і в попередніх місцях, Укхаа Толгод виявив значну кількість добре збережених скам'янілостей, включаючи високі концентрації ссавців, динозаврів, ящірок і яєць. Переважна більшість екземплярів із цієї місцевості зазвичай трапляються в майже повному зчленуванні. Загалом, якщо порівнювати з іншими місцями скам'янілостей мезозою, різноманітність скам'янілостей в Укхаа Толгод є надзвичайно високою.

## Палеобіота

### Флора
| Рід       | Види         | Місцезнаходження | Матеріал            | Примітки                            | Зображення |
| --------- | ------------ | ---------------- | ------------------- | ----------------------------------- | ---------- |
| Radicites | R. gobiensis | Баянзаг          | «Двадцять коренів.» | Трахеофіт, ймовірно, хвойне дерево. |            |

### Амфібії
| Рід      | Види         | Місцезнаходження | Матеріал                                  | Примітки | Зображення |
| -------- | ------------ | ---------------- | ----------------------------------------- | -------- | ---------- |
| Gobiates | Невизначений | Удин Сайр        | «Частковий скелет з частковим уростилем». | жаба     |            |

### Крокодиломорфи
| Рід         | Види              | Місцезнаходження     | Матеріал                                              | Примітки       | Зображення |
| ----------- | ----------------- | -------------------- | ----------------------------------------------------- | -------------- | ---------- |
| Artzosuchus | A. brachicephalus | Удин Сайр            | «Частковий череп».                                    | Крокодиломорф. |            |
| Gobiosuchus | G. kielanae       | Баянзаг              | «Кілька зразків із частковими черепами та скелетами». | Гобізухід      |            |
| Gobiosuchus | Г.? парвус        | Удин Сайр            | «Частковий череп і скелет».                           | Гобізухід      |            |
| Shamosuchus | S. djadochtaensis | Баянзаг, Ухаа Толгод | «Два черепа і частково скелет».                       | Паралігатор    |            |

### Ящірки
| Рід                       | Види             | Місцезнаходження                            | Матеріал                                  | Примітки                                                          | Зображення |
| ------------------------- | ---------------- | ------------------------------------------- | ----------------------------------------- | ----------------------------------------------------------------- | ---------- |
| Adamisaurus               | A. magnidentatus | Баянзаг, Tugriken Shireh, Ukhaa Tolgod      | «Черепи та скелети з кількох екземплярів» | Теїда. Також присутній у формації Барун Гойот І Баян Мандаху.     |            |
| Aiolosaurus               | A. oriens        | Ukhaa Tolgod                                | «Неповний череп і частковий скелет»       | Вараноїд.                                                         |            |
| Carusia                   | C. intermedia    | Баянзаг, Ukhaa Tolgod                       | «Черепи кількох екземплярів»              | Карусіїди. Також присутній у формації Барун Гойот і Баян Мандаху. |            |
| Cherminotus               | C. longifrons    | Tugriken Shireh, Ukhaa Tolgod               | «Черепи та частковий скелет»              | Вараноїд.Також присутній у формації Барун Гойот                   |            |
| Ctenomastax               | C. parva         | Zos                                         | «Неповний череп»                          | Ігуана. Також присутній у формації Барун Гойот                    |            |
| Dzhadochtosaurus          | D. giganteus     | Tugriken Shireh                             | «Частковий череп»                         | Макроцефалозавр.                                                  |            |
| Eoxanta                   | E. lacertifrons  | Ukhaa Tolgod                                | «Неповний череп»                          | Сцинкоморф. Також присутній у формації Барун Гойот                |            |
| Estesia                   | E. mongoliensis  | Баянзаг, Ukhaa Tolgod                       | «Часткові черепи та зуби»                 | Монстерзавр. Також присутній у формації Барун Гойот               |            |
| Flaviagama                | F. dzerzhinskii  | Tugriken Shireh                             | «Череп і два хребці»                      | Пристіагама.                                                      |            |
| Globaura                  | G. venusta       | Баянзаг, Ukhaa Tolgod                       | «Часткові черепи»                         | Сцинкоподібні. Також присутній у формації Барун Гойот             |            |
| Gobiderma                 | G. pulchrum      | Udyn Sayr, Ukhaa Tolgod                     | «Черепи та відбитки шкіри»                | Монстерзавр. Також присутній у формації Барун Гойот               |            |
| Gobinatus                 | G. arenosus      | Ukhaa Tolgod                                | «Частковий череп»                         | Теїда. Також присутній у формації Барун Гойот                     |            |
| Hymenosaurus              | H. clarki        | Ukhaa Tolgod                                | «Частковий череп»                         | Сцинкоподібні.                                                    |            |
| Isodontosaurus            | I. gracilis      | Баянзаг, Tugriken Shireh, Ukhaa Tolgod, Zos | «Багато черепів і частковий скелет»       | Ігуана.                                                           |            |
| Macrocephalosaurus        | Indeterminate    | Ukhaa Tolgod                                | «Частковий череп і скелет»                | Теїда. Також присутній у формації Барун Гойот                     |            |
| Mimeosaurus               | M. crassus       | Баянзаг, Ukhaa Tolgod, Zos Wash             | «Частковий череп»                         | Акродонт.                                                         |            |
| Myrmecodaptria            | M. microphagosa  | Ukhaa Tolgod                                | «Один череп»                              | Геккон                                                            |            |
| Ovoo                      | O. gurval        | Little Ukhaa Tolgod                         | «Частковий череп»                         | Варан.                                                            |            |
| Parmeosaurus              | P. scutatus      | Ukhaa Tolgod                                | «Зчленований череп і скелет»              | Сцинкоморф.                                                       |            |
| Phrynosomimus             | P. asper         | Ukhaa Tolgod                                | «Два часткові черепа»                     | Акродонт. Також присутній у формації Барун Гойот                  |            |
| Priscagama                | P. gobiensis     | Баянзаг, Ukhaa Tolgod                       | «Неповні черепи»                          | Прискагаміда. Також присутній у формації Барун Гойот              |            |
| Saichangurvel             | S. davidsoni     | Ukhaa Tolgod                                | «Повний череп і скелет в артикуляції»     | Ігуаніда.                                                         |            |
| Slavoia                   | S. darevskii     | Ukhaa Tolgod                                | «Черепи і скелет»                         | Сцинкоморф. Також присутній у формації Барун Гойот                |            |
| Telmasaurus               | T. grangeri      | Баянзаг                                     | «Частковий череп і скелет»                | Варан.                                                            |            |
| Temujinia                 | T. ellisoni      | Tugriken Shireh, Ukhaa Tolgod               | «Кілька часткових черепів»                | Ігуана.                                                           |            |
| Tchingisaurus             | T. multivagus    | Ukhaa Tolgod                                | «Частковий череп»                         | Теїда.                                                            |            |
| неназваний сцинкоподібний | Indeterminate    | Ukhaa Tolgod                                | «Частковий череп»                         | Сцинкоморф.                                                       |            |
| Varanoidea indet.         | Indeterminate    | Ukhaa Tolgod                                | «Часткова верхня щелепа і хребець»        | Вараноїд.                                                         |            |
| Zapsosaurus               | Z. sceliphros    | Tugriken Shireh                             | «Два часткові черепи»                     | Ігуана.                                                           |            |

### Ссавці
| Рід              | Види                 | Місцезнаходження                       | Матеріал                                          | Примітки                                               | Зображення |
| ---------------- | -------------------- | -------------------------------------- | ------------------------------------------------- | ------------------------------------------------------ | ---------- |
| Asiatherium      | A. reshetovi         | Udyn Sayr                              | «Зчленований череп і скелет»                      | Метатерії.                                             |            |
| Bulganbaatar     | B. nemegtbaataroides | Баянзаг, Ukhaa Tolgod                  | «Частина черепа та інші рештки»                   | Багагорбкозубі.                                        |            |
| Catopsbaatar     | C. catopsaloides     | Ukhaa Tolgod                           |                                                   | Дядохтатеріїди. Також присутній у формації Барун Гойот |            |
| Chulsanbaatar    | C. vulgaris          | Ukhaa Tolgod                           | «Череп і частковий скелет»                        | Багагорбкозубі. Також присутній у формації Барун Гойот |            |
| Deltatheridium   | D. pretrituberculare | Баянзаг, Ukhaa Tolgod                  | «Частково залишки черепа та скелета»              | Трибосфеніда.                                          |            |
| Deltatheroides   | D. cretacicus        | Баянзаг                                | «Частковий череп»                                 | Дядохтатеріїди                                         |            |
| Djadochtatherium | D. matthewi          | Баянзаг, Tugriken Shireh               | «Часткові черепи»                                 | Дядохтатеріїди                                         |            |
| Hyotheridium     | H. dobsoni           | Баянзаг                                | «Частковий череп»                                 | Терії.                                                 |            |
| Hyotheridium     | Indeterminate        | Ukhaa Tolgod                           |                                                   | Терії.                                                 |            |
| Kamptobaatar     | K. kuczynskii        | Баянзаг, Ukhaa Tolgod                  | «Частина черепа та інші рештки»                   | Багагорбкозубі                                         |            |
| Kennalestes      | K. gobiensis         | Баянзаг, Ukhaa Tolgod                  | «Майже повний череп та інші останки»              | Вищі звірі.                                            |            |
| Kryptobaatar     | K. dashzevegi        | Баянзаг, Tugriken Shireh, Ukhaa Tolgod | «Черепи та залишки скелетів кількох екземплярів»  | Дядохтатеріїди                                         |            |
| Maelestes        | M. gobiensis         | Ukhaa Tolgod                           | «Часткова частина черепа зі скелетом»             | Цімолести.                                             |            |
| Mangasbaatar     | M. udanii            | Udyn Sayr                              | «Черепи та частковий скелет двох екземплярів»     | Дядохтатеріїди                                         |            |
| Nemegtbaatar     | N. gobiensis         | Ukhaa Tolgod                           |                                                   | Багагорбкозубі. Також присутній у формації Барун Гойот |            |
| Sloanbaatar      | S. mirabilis         | Баянзаг, Ukhaa Tolgod                  | «Повний череп та інші рештки»                     | Багагорбкозубі                                         |            |
| Tombaatar        | T. sabuli            | Ukhaa Tolgod                           | «Частковий череп»                                 | Дядохтатеріїди                                         |            |
| Ukhaatherium     | U. nessovi           | Ukhaa Tolgod                           | «Часткові або майже повні скелети кількох особин» | Вищі звірі.                                            |            |
| Zalambdalestes   | Z. lechei            | Баянзаг, Tugriken Shireh               | «Черепи та скелети кількох екземплярів»           | Вищі звірі.                                            |            |

### Птерозаври
| Рід                 | Види         | Місцезнаходження | Матеріал                                                  | Примітки | Зображення |
| ------------------- | ------------ | ---------------- | --------------------------------------------------------- | -------- | ---------- |
| Azhdarchidae indet. | Невизначений | Тугрикен Шире    | "Невизначена кістка в кишковій порожнині велоцираптора ". | Аждархід |            |

### Черепахи
| Рід                       | Види            | Місцезнаходження | Матеріал                    | Примітки          | Зображення |
| ------------------------- | --------------- | ---------------- | --------------------------- | ----------------- | ---------- |
| Nanhsiungchelyidae indet. | Невизначений    | Абдрант Нуру     | «Три осколки панцира».      | Nanhsiungchelyid. |            |
| Nanhsiungchelyidae indet. | Невизначений    | Баянзаг          | «Часткові панцири».         | Nanhsiungchelyid. |            |
| Nanhsiungchelyidae indet. | Невизначений    | Удин Сайр        | «Два осколки панцира».      | Nanhsiungchelyid. |            |
| Zangerlia                 | Z. dzamynchondi | Замін Хондт      | «Часткова оболонка».        | Nanhsiungchelyid. |            |
| Zangerlia                 | Z. ukhaachelys  | Ухаа Толгод      | «Частковий череп і скелет». | Nanhsiungchelyid. |            |

### Динозаври

#### Альваресзаври
| Рід                       | Види         | Місцезнаходження | Матеріал                                                              | Примітки | Зображення |
| ------------------------- | ------------ | ---------------- | --------------------------------------------------------------------- | -------- | ---------- |
| Alvarezsauridae indet.    | Невизначений | Тугрикен Шире    | «Частково елементи черепа, мозкової коробки та скелета двох зразків». |          |            |
| Kol                       | K. ghuva     | Ухаа Толгод      | «Права нога».                                                         |          |            |
| Shuvuuia                  | S. deserti   | Ухаа Толгод      | «Кілька екземплярів із черепом і скелетами».                          |          |            |
| Неописані Alvarezsauridae | Невизначений | Баянзаг          | «Частковий тазовий пояс і задня кінцівка».                            |          |            |
| Неописані Alvarezsauridae | Невизначений | Gilvent Wash     |                                                                       |          |            |

#### Анкілозавриди
| Рід                   | Види             | Місцезнаходження     | Матеріал | Примітки | Зображення |
| --------------------- | ---------------- | -------------------- | --- | --- | ---------- |
| Minotaurasaurus       | M. ramachandrani | Ухаа Толгод          | Два повних черепа, нижня щелепа та перше шийне півкільце. | Анкілозаврид, який раніше вважався молодшим синонімом Tarchia, але тепер вважається дійсним і окремим таксоном. |            |
| Pinacosaurus          | P. grangeri      | Баянзаг, Ухаа Толгод | Три черепа, нижня щелепа, передзубна кістка, шийні хребці, спинні хребці, хвостові хребці, ребра, лопатка, коракоїди, плечова кістка, променева кістка, ліктьова кістка, клубова кістка, стегнова кістка, великогомілкова кістка, малогомілкова кістка, таз, манус, ручки хвостової булави, шийні півкільця, остеодерми та майже повний скелет без черепа. | Анкілозаврид, також відомий із формації Алагтеєг і формації Баян Мандаху.                                       |            |
| Ankylosauridae indet. | Невизначений     | Замін Хондт          | Частковий посткраніальний скелет з in situ остеодермами. | Раніше називався Saichania, але тепер згадується як Ankylosauridae indet., або пор. Пінакозавр.                 |            |

#### Птахи
| Рід                   | Види         | Місцезнаходження           | Матеріал                                       | Примітки                                             | Зображення |
| --------------------- | ------------ | -------------------------- | ---------------------------------------------- | ---------------------------------------------------- | ---------- |
| Apsaravis             | A. ukhaana   | Ухаа Толгод                | «Частковий посткраніальний скелет».            | Базальний орнітуровий птах.                          |            |
| Elsornis              | E. keni      | Тугрикен Шире              | «Частково зчленований скелет без черепа».      | Енанціорніс                                          |            |
| Gobipteryx            | G. minuta    | Ухаа Толгод                | «Частковий череп».                             | Енантіорніс. Також присутній у формації Barun Goyot. |            |
| Protoceratopsidovum ' | P. fluxuosum | Баянзаг                    | «Фрагменти яєць».                              | Яйця, ймовірно, знесені птахом.                      |            |
| Protoceratopsidovum ' | P. minimum   | Бага Таріах, Тугрікен Шире | «Кладка з чотирьох яєць і однієї кладки яйця». | Яйця, ймовірно, знесені птахом.                      |            |
| Protoceratopsidovum ' | P. sincerum  | Баянзаг, Тугрикен Шире     | «Кілька яєць і шкаралупи».                     | Яйця, ймовірно, знесені птахом.                      |            |
| Styloolithus          | С. sabathi   | Баянзаг                    | «Яйця».                                        | Яйця, ймовірно, знесені птахом.                      |            |

#### Цератопси
| Рід                      | Види               | Місцезнаходження                               | Матеріал                                  | Примітки                                                        | Зображення |
| ------------------------ | ------------------ | ---------------------------------------------- | ----------------------------------------- | --------------------------------------------------------------- | ---------- |
| Bainoceratops            | B. efremovi        | Баянзаг                                        | «Часткові хребці».                        | Протоцератопсид. Може бути синонімом Protoceratops.             |            |
| Bagaceratops             | Невизначений       | Удин Сайр                                      | «Череп із частковим скелетом».            | Протоцератопсид. Невизначений між Bagaceratops і Protoceratops. |            |
| Protoceratops            | P. andrewsi        | Баянзаг, Тугрікен Шире, Удин Сайр, Замін Хондт | «Кілька часткових та повних зразків».     | Протоцератопсид.                                                |            |
| Protoceratops            | P. hellenikorhinus | Бор Толгой, Удин Сайр                          | «Часткові рештки черепа».                 | Протоцератопсид.                                                |            |
| Protoceratopsidae indet. | Невизначений       | Ухаа Толгод                                    | «Численні черепи та останки».             | Протоцератопсид.                                                |            |
| Udanoceratops            | U. tschizhovi      | Удин Сайр                                      | «Череп і фрагментовані елементи скелета». | Гігантський лептоцератопсид.                                    |            |

#### Дромеозаври
| Рід                       | Види            | Місцезнаходження                                                                  | Матеріал                              | Примітки                   | Зображення |
| ------------------------- | --------------- | --------------------------------------------------------------------------------- | ------------------------------------- | -------------------------- | ---------- |
| Tsaagan                   | T. mangas       | Ухаа Толгод                                                                       | «Череп і частковий скелет».           |                            |            |
| Velociraptor              | V. mongoliensis | Bayn Dzak, Chimney Buttes, Gilvent Wash, Tugriken Shireh, Udyn Sayr, Ukhaa Tolgod | «Кілька часткових та повних зразків». |                            |            |
| Неописані Dromaeosauridae | Невизначений    | Абдрант Нуру                                                                      | «Кіготь».                             |                            |            |
| Неописані Dromaeosauridae | Невизначений    | Зось Уош                                                                          | «Лобова область».                     | .Відрізняється від Цааган. |            |

#### Гадрозаври
| Рід                   | Види              | Місцезнаходження | Матеріал                             | Примітки | Зображення |
| --------------------- | ----------------- | ---------------- | ------------------------------------ | -------- | ---------- |
| Hadrosauroidea indet. | Невизначений      | Тугрикен Шире    | «Фрагментовані решткинеповнолітніх». |          |            |
| Plesiohadros          | P. djadokhtaensis | Алаг Тег         | «Череп і часткові елементи тіла».    |          |            |

#### Гальскарапторини
| Рід           | Види          | Місцезнаходження | Матеріал                              | Примітки | Зображення |
| ------------- | ------------- | ---------------- | ------------------------------------- | -------- | ---------- |
| Halszkaraptor | H. escuilliei | Ухаа Толгод      | «Частковий скелет із повним черепом». |          |            |
| Mahakala      | М. omnogovae  | Тугрикен Шире    | «Фрагментований череп і скелет».      |          |            |

#### Орнітомімозаври
| Рід                      | Види             | Місцезнаходження | Матеріал                                                                | Примітки    | Зображення |
| ------------------------ | ---------------- | ---------------- | ----------------------------------------------------------------------- | ----------- | ---------- |
| Aepyornithomimus         | A. tugrikinensis | Тугрикен Шире    | «Майже повна стопа».                                                    | Орнітомімід |            |
| Ornithomimosauria indet. | Невизначений     | Ухаа Толгод      | «Часткова мозкова оболонка, кінчики щелеп, ребра та фрагменти хребців». | Орнітомімід |            |

#### Овірапторозаври
| Рід                  | Види              | Місцезнаходження | Матеріал                                                                                               | Примітки                                                                                 | Зображення |
| -------------------- | ----------------- | ---------------- | --- | ---------------------------------------------------------------------------------------- | ---------- |
| Avimimus             | A. portentonsus   | Удин Сайр        | «Частковий череп і скелет».                                                                            | Авімімід. Його місцеве походження було спірним і, можливо, походить від формації Немегт. |            |
| Citipati             | C. osmolskae      | Ухаа Толгод      | «Кілька зразків із частковими чи майже повними скелетами, ембріонами, яйцями та гніздовими особинами». | Овірапторид                                                                              |            |
| Elongatoolithus      | E. frustrabilis   |                  | |                                                                                          |            |
| Elongatoolithus      | E. subtitectorius |                  | |                                                                                          |            |
| Khaan                | K. mckennai       | Ухаа Толгод      | «Кілька зразків із частковими або повними скелетами та черепами».                                      | Овірапторид                                                                              |            |
| Macroolithus         | M. mutabilis      |                  | «Яйця».                                                                                                | Яйця, ймовірно, відкладені овірапторидом                                                 |            |
| Oviraptor            | O. philoceratops  | Баянзаг          | «Частковий скелет із черепом, пов'язаний із гніздом і молодняком».                                     | Овірапторид                                                                              |            |
| Oviraptoridae indet. | Невизначений      | Замін Хондт      | «Майже повний скелет із черепом».                                                                      | Овірапторид, також відомий як овірапторид Zamyn Khondt. Непевне посилання на Citipati.   |            |
| Oviraptoridae indet. | Невизначений      | Замін Хондт      | «Майже повний череп з атласом і віссю».                                                                | Овірапторид                                                                              |            |
| Oviraptoridae indet. | Невизначений      | Удин Сайр        | «Зібрання осіб».                                                                                       | Овірапторид                                                                              |            |
| Oviraptoridae indet. | Невизначений      | Не визначено.    | «Два черепа з характерним високим гребенем».                                                           | Овірапторид                                                                              |            |

#### Пахицефалозаври
| Рід         | Види          | Місцезнаходження | Матеріал                    | Примітки                                                                   | Зображення |
| ----------- | ------------- | ---------------- | --------------------------- | -------------------------------------------------------------------------- | ---------- |
| Goyocephale | G. lattimorei | Боро Ховиль      | «Частковий череп і скелет». | Пахицефалозаврид. До цієї формації можуть належати відкладення місцевості. |            |

#### Троодонтиди
| Рід                 | Види              | Місцезнаходження | Матеріал                                      | Примітки                                                                    | Зображення |
| ------------------- | ----------------- | ---------------- | --------------------------------------------- | --------------------------------------------------------------------------- | ---------- |
| Almas               | A. ukhaa          | Ухаа Толгод      | «Череп із частковим скелетом».                |                                                                             |            |
| Archaeornithoides   | A. deinosauriscus | Баянзаг          | «Частковий череп».                            | Троодонтид? Невизначені відносини між целурозаврами.                        |            |
| Byronosaurus        | B. jaffei         | Ухаа Толгод      | «Череп і осколковий скелет».                  |                                                                             |            |
| Gobivenator         | G. mongoliensis   | Замін Хондт      | «Майже повний скелет».                        |                                                                             |            |
| Saurornithoides     | S. mongoliensis   | Баянзаг          | «Череп з осколковим скелетом».                |                                                                             |            |
| Troodontidae indet. | Невизначений      | Ухаа Толгод      | «Частковий скелет».                           |                                                                             |            |
| Troodontidae indet. | Невизначений      | Ухаа Толгод      | «Молоді черепа, скелет і одне гніздо».        | Троодонтід. Відноситься до Алмаса або Байронозавра.                         |            |
| Troodontidae indet. | Невизначений      | Ухаа Толгод      | «Фрагментований череп і залишки скелета».     | Троодонтід. Попередньо віднесений до Saurornithoides, але тепер виключений. |            |
| Troodontidae indet. | Невизначений      | Ухаа Толгод      | «Частковий череп і скелети двох екземплярів». |                                                                             |            |

#### Тиранозавриди
| Рід                    | Види         | Місцезнаходження | Матеріал                                                         | Примітки      | Зображення |
| ---------------------- | ------------ | ---------------- | ---------------------------------------------------------------- | ------------- | ---------- |
| Tyrannosauridae indet. | Невизначений | Баянзаг          | Не визначено.                                                    | Тиранозаврид. |            |
| Tyrannosauridae indet. | Невизначений | Хонгіл           | «Надочноямкові, хребцеві, реберні, стегнові та плеснові кістки». | Тиранозаврид. |            |
| Tyrannosauridae indet. | Невизначений | Не визначено.    | «Часткова права клубова кістка».                                 | Тиранозаврид. |            |
| Tyrannosauridae indet. | Невизначений | Не визначено.    | «Зуби».                                                          | Тиранозаврид. |            |

#### Зауроподи
| Рід              | Види         | Місцезнаходження | Матеріал      | Примітки | Зображення |
| ---------------- | ------------ | ---------------- | ------------- | -------- | ---------- |
| Sauropoda indet. | Невизначений | Не визначено.    | Не визначено. |          |            |